# Hawrania Czubka
Hawrania Czubka (ok. 2125 m) – szczyt w grani głównej Tatr Bielskich. Jego nazwę utworzył Władysław Cywiński w 4 tomie przewodnika Tatry. Znajduje się  w masywie Hawrania (Havran, 2152 m), po jego zachodniej stronie, oddzielony Hawranią Szczerbiną. Wschodnie stoki Hawraniej Czubki opadają do Strzystarskiej Przełęczy (1969 m).
Hawrania Czubka to niewysokie wzniesienie we zachodniej grani Hawrania. Na północną stronę Hawrania Czubka opada trawiastym zboczem do Hawraniego Kotła. W kierunku południowo-zachodnim natomiast, do Doliny Zadnich Koperszadów z Hawraniej Czubki opada stroma grzęda zwana Hawranim Działem. Oddziela on Janowy Żleb (po zachodniej stronie) od Szerokiego Żlebu (po wschodniej stronie). Grzęda ma wylot na zachodnim skraju polany Zadnia Koperszadzka Pastwa. Dołem jest porośnięta lasem, wyżej kosodrzewiną, a najwyższe partie są trawiaste.

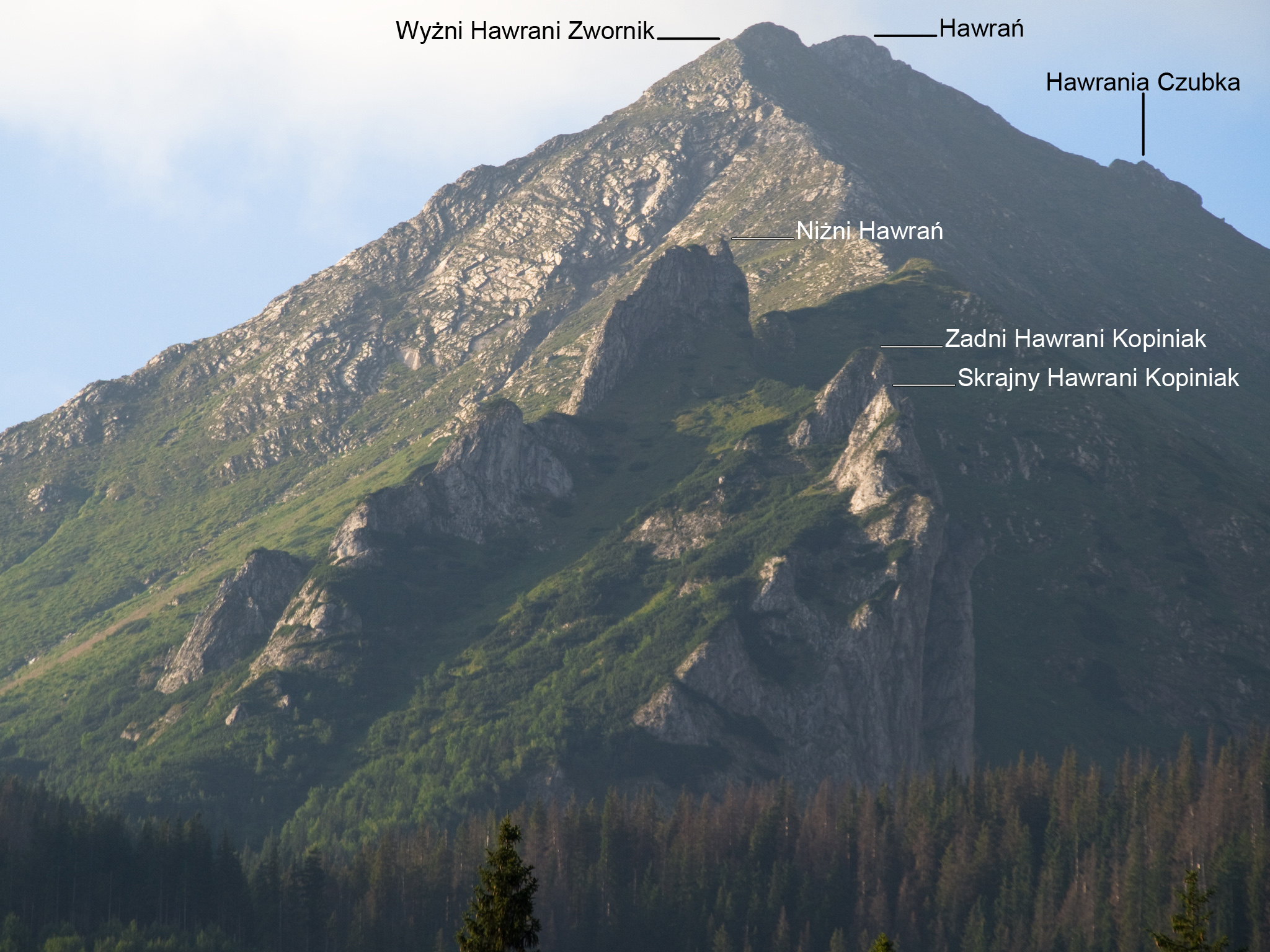
Widok z Podspadów